# Мімезис
Мімезис або мімесис (грец. µίµησις — наслідування, mimeistkai «імітувати») — термін давньогрецької філософії і естетики, яким позначали основні принципи творчої діяльності митця.
Мімезис є імітацією або репрезентацією чогось/когось. В античному світі мімезисом вважалася імітація тієї чи іншої особи фізичними або мовленнєвими засобами. Проте ця «особа» могла бути також і предметом, ідеєю, героєм чи богом. У «Поетиці» Аристотеля художню творчість (поезис), визначено як імітацію (мімезис) дії (праксис).
Найповніше теорію мімезису розробили Платон і Аристотель.

## У Платона
У праці «Республіка» (кн. 3 і 10) мімезис визначено як копію копії (недоступні митцеві ідеї). Імітацію (головним чином драматичну) вилучено зі шкільної освіти, оскільки імітація може схиляти людину до наслідування світу речей, не гідних уваги мистецтва, а також тому, що вона прив'язана тільки до зовнішнього вигляду речей. Вона стає, зокрема в неоплатонівців (Плотін, Цицерон), образом зовнішнього світу на відміну від світу ідей. Тому, очевидно й почали критикувати театр упродовж багатьох століть, а відтак і самі вистави через його зовнішній, фізичний характер (на відміну від божественних ідей).

## В Аристотеля
У «Поетиці» (1447 а) мімезис пояснено як фундаментальний засіб мистецтва, хоча насправді він існує тільки в різних формах (поема, трагедія, епічна оповідь). Імітація стосується не ідеального світу, а людської діяльності (окрім характерів): «Отож для поета важливо відтворити фабулу, тобто вдатись до імітації дій високою і повноцінною мовою, пересипаною особливими оригінальними прикрасами, відповідно до розмаїтих частин твору; такої імітації, яку реалізують на сцені персонажі в дії, а не через оповідь і яка (викликаючи відчуття та страх) очищує глядачів у випадках подібних емоцій» (ibid., 1949 b). «Саме фабула є імітацією дії, бо під фабулою розумію сукупність виконаних дій» (ibid., 1950 а). Це протиставлення не втратило значення й сьогодні. Такою є опозиція «шоунінг/теллінг» в англо-саксонському літературознавстві [ Бус (Booth, 1961) ].
Об'єкт мімезису
Мімезис стосується репрезентації людей і, зокрема, їхніх вчинків: «Мімезис дії — це мітос, а під мітосом я розумію організацію дій» (ibid., 1950 а). Мімезис є імітацією світу речей дотримуванням логіки розповіді. Ця логіка стосується опозиції «дія/характер»:
а) Імітація дій
Мітос в Арістотеля відзначається як мімезис дії (праксис).
б) Імітація характерів (етос)
Це імітація в образному тлумаченні: образна репрезентація.
в) Імітація попередніх взірців
До перших двох різновидів імітації слід додати імітацію попередніх взірців. Іноді (зокрема, в класицизмі) поет був змушений «імітувати природу», а це мало неабияке значення: писати ясним, чітким стилем або сліпо дотримуватись натуралізму (за Скалігером, Буало).